# 提莫西 (伊利諾伊州)
提莫西（英語：Timothy）是位於美國伊利諾伊州坎伯蘭縣的一個非建制地區。該地的面積和人口皆未知。

## 地理
提莫西的座標為39°18′11″N 88°07′46″W / 39.30306°N 88.12944°W，而該地的平均海拔高度為182米（即597英尺）。